# 鄒旻芳
鄒旻芳（英語：CHAU Man-fong，1989年—），曾任社區服務主任，為香港民主黨中央委員會委員(2015-2016)、香港市民支援愛國民主運動聯合會（支聯會）常務委員(2013-2015)，支聯會青年組主席(2013-2014)，曾任中大學生報編輯、臨時六四紀念館導覽員。2016年香港立法會選舉，加入民主黨黃碧雲團隊參與九龍西地區直選，排名單第四位。

## 簡歷
鄒旻芳生於中國廣東省梅州市。中學時代曾就讀大埔迦密柏雨中學。她在高中時期成為支聯會義工。
2015年，她與張文光出版《區政新角度》一書，稱欲透過15名地區工作者的29篇短評，打破地區工作即等同蛇齋餅糭的刻板印象。

## 學歷
鄒旻芳畢業於香港中文大學文化及宗教研究系。
| 前任： 不適用 | 支聯會常委 2013年—2015 | 繼任： 尹兆堅 |
| 前任： 不適用 | 支青組主席 2013年—2014 | 繼任： 鄧卓儒 |